# La fuente (Courbet; 1868)
La fuente (en francés, La Source), también conocida por el título Bañista en la fuente  (Baigneuse à la source), es una pintura al óleo sobre lienzo del pintor francés Gustave Courbet. La obra se encuentra en la colección del Museo de Orsay de París.

## Historia
Después de ser vendida inicialmente, la obra fue recomprada por la hermana de Courbet, Juliette, después del 28 de junio de 1882, cuando el estudio del pintor se vendió por tercera vez, y permaneció con ella hasta su muerte en 1915. Desde entonces fue propiedad sucesivamente de las damas de Tastes y Lapierre. El 9 de julio de 1919 se exhibió en la galería Georges Petit y luego pasó a ser propiedad del museo del Louvre. En 1986, la obra se trasladó a su ubicación actual.

## Descripción
Al igual que la pintura anterior sobre el mismo tema, La fuente de 1862, la obra representa a una joven desnuda en un riachuelo cristalino, de espaldas al espectador, acariciando amorosamente el agua que corre de su manantial. Con su mano derecha, la mujer, que aquí está sentada y ocupa todo el lado derecho del lienzo, se agarra contra un arbolillo. Según algunas fuentes, la modelo que posó para esta obra fue la misma que había posado para la versión de 1862. Al igual que en el trabajo anterior, Courbet se inspiró en la pintura La fuente de Jean-Auguste-Dominique Ingres, completada en 1856, pero plasmando una contraparte realista. Eliminó cualquier elemento mitológico o alegórico que era el disfraz común para un desnudo en el arte académico de la época: la bañista curbetiana no es una ninfa del agua, sino una mujer real contemporánea, cuya forma del cuerpo sugiere incluso el uso cotidiano de corsé, que en algunos casos empleado desde temprana edad y llevado ceñido diariamente, llegaba a afinar la cintura. En su momento este realismo excesivo conmocionó a los espectadores, quienes lo vieron como algo "obsceno".